# Alfredo Clemente Pinto

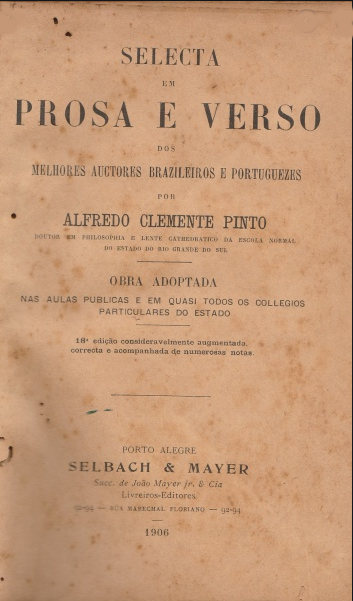
Capa da edição de 1906 da Seleta em Prosa e Verso.

Alfredo Clemente Pinto (Porto Alegre, 15 de agosto de 1854 — Correias, em Petrópolis, 21 de janeiro de 1938) foi um educador, jornalista, escritor e político brasileiro.

## Biografia
Filho do português Clemente José Pinto e de Maria Emília de Alcântara, teve 11 irmãos e foi o escolhido da família para dedicar-se à Igreja. Chegou a diplomar-se em Filosofia na Universidade Gregoriana de Roma e iniciou o curso de Teologia, mas após dois anos, doente dos pulmões, conseguiu a autorização paterna para abandonar a carreira religiosa, tornando-se educador e dedicando mais de 40 anos de sua vida ao magistério. A partir de 1931 passou a viver no Rio de Janeiro, lá falecendo vítima de tuberculose.
Iniciou sua carreira em 1878 dando aulas no prestigiado Ginásio São Pedro em Porto Alegre, uma escola particular, lecionando latim, português e alemão. A partir de 1885 passou a ensinar retórica e assumiu a direção. Neste meio tempo entrou para o magistério público estadual, assumindo em 1880 as cadeiras de geografia e história na Escola Normal, a partir de 1881 lecionou português, e de 1885 a 1889 foi diretor da escola. Neste ano mudou-se para Santa Maria, fundando e dirigindo o Colégio Santa Maria, a primeira escola secundarista da cidade.
Dez anos depois retornou a Porto Alegre, voltando a dar aulas na Escola Normal, então rebatizada Escola Complementar, regendo as cadeiras de alemão e português, e alguns anos depois se tornou diretor, função que preencheu até 1920, quando se aposentou. Também lecionou no curso preparatório do Seminário Episcopal, nos colégios de Fernando Gomes e Souza Lobo, no Ginásio Bom Conselho, no Ginásio Júlio de Castilhos e no Colégio Militar. Foi ainda presidente da Comissão Examinadora dos concursos para o magistério público do estado e titular da Diretoria da Instrução Pública do Rio Grande do Sul.
Participou do Partenon Literário, foi colaborador dos jornais O Paladino e A Época, dirigiu o jornal Corriere Cattolico, que teve grande circulação na colônia italiana, e foi um dos fundadores e membro efetivo do Instituto Histórico e Geográfico do Rio Grande do Sul, onde integrou a Comissão Permanente de Fundos e Orçamento em quatro anos.
Escreveu uma famosa obra didática, intitulada Seleta em Prosa e Verso, que foi utilizada por muito tempo nas escolas gaúchas. Publicada pela primeira vez em 1884, recebeu 59 edições até 2001. Inclui contos, crônicas, lendas, biografias, parábolas, ditos populares, canções, hinos, odes, sonetos e poesia lírica e épica, dá explicações para palavras pouco usadas, faz análise gramatical e comentários sobre os textos, e aborda aspectos de história, geografia, religião e moral. Segundo Peres & Ramil, a Seleta foi "o livro de leitura por excelência da escola primária do Rio Grande do Sul". Para Campello Aidê, seu valor educativo "reside no leque de informações que aborda. Para a escola tradicional, em que o aluno costumava ouvir a explanação do professor e só falar quando solicitado, foi um poderoso recurso". Na apreciação de Mário Gardelin, "foi o breviário cívico de várias gerações. Nela, abeberaram-se no cultivo esmerado da língua portuguesa, nos conceitos basilares de civismo e, ainda, numa visão heroica da vida".
Também deixou outras obras didáticas de larga difusão: A Língua Materna — 1º Curso — Primeiras Noções de Gramática, que teve 51 edições até 1963; A Língua Materna — 2º Curso — 1º e 2º Ano de Gramática, com um apêndice de exercícios de composição, com 35 edições até 1963, que estavam entre as principais obras do gênero usadas nas escolas do estado, e Leituras Escolhidas 1ª Série e 2ª Série, para as aulas primárias, com cindo edições entre 1899 e 1920, a 3ª Série, com 44 edições até 1922, e a 4ª Série, com 7 edições até 1922. Traduziu do alemão para o português as obras Os Muckers - episódio histórico ocorrido nas colônias alemãs do Rio Grande do Sul, de Ambrósio Schupp, sobre a revolta dos Muckers, e Minha cura pela água,  de autoria do padre Sebastian Kneipp.
Toda a sua pedagogia foi modelada pela ética cristã, que também impregna suas obras escritas. Durante a Questão religiosa publicou no jornal A Época ensaios em defesa do catolicismo, e foi um dos fundadores do Centro Católico.
Na política foi um dos dirigentes do Partido Conservador, e depois aderiu ao Partido Republicano Rio-Grandense. Também como um militante do catolicismo foi eleito em 1891 deputado estadual para o Congresso Constituinte, participando da aprovação da Constituição Política do Estado do Rio Grande do Sul de 14 de julho de 1891, que marcou o início da dominação castilhista no estado, atuando na Assembleia até 1892. Segundo Trindade & Noll, 
"O sentido autoritário da Constituição Rio-Grandense, aprovada quase na íntegra pela esmagadora maioria republicana do Congresso Constituinte e atribuindo à Assembléia dos Representantes um papel meramente orçamentário e sem capacidade legislativa, será um dos fatores básicos da confrontação política, ao longo de quarenta anos de história política, entre os conservadores-autoritários e os conservadores-liberais. Esta clivagem político-ideológica manter-se-á na configuração alternativa e inconciliável entre dois modelos políticos conservadores, assentados na mesma estrutura de dominação tradicional: República liberal versus República autoritária. O Congresso Constituinte, instalado a 25 de junho, nesta atmosfera ideológica positivista dominante, com a exclusão de qualquer representação oposicionista, tinha como função básica ratificar o projeto governamental".
Chamado na imprensa de sua época como "um dos ornamentos do magistério do Rio Grande", ao aposentar-se foi louvado pelo governador do estado, que reconheceu "suas excepcionais qualidades de educador e os notáveis serviços à causa da Instituição Pública do Rio Grande". Recebeu muitas homenagens póstumas, sendo considerado um dos grandes nomes do ensino gaúcho, além de ser um grande conhecedor da língua portuguesa. Seu nome batizou escolas em Rio Grande, Caxias do Sul e Novo Hamburgo, ruas em Porto Alegre, São Leopoldo, Santa Maria, Gravataí, Alvorada e Canoas, e um monumento foi erguido em sua honra na capital do estado.